# Taisiya Bekbulatova
Taisiya Lvovna Bekbulatova (ruso:Таи́сия Льво́вна Бекбула́това) es una periodista rusa. En 2019 fundó su propia revista en línea Holod Media. Un año después fue detenida junto a Ivan Safronov, otro periodista ruso, acusado de divulgar secretos de Estado. La etiquetaron de agente extranjera en Rusia por lo que tanto ella como sus colegas periodistas tuvieron que exiliarse de Rusia. En 2022, fue nombrada una de las 100 mujeres de la BBC.

## Trayectoria
Bekbulatova estudió periodismo en la Universidad Estatal de Moscú. Durante su cuarto año hizo prácticas en el diario ruso Kommersant. Fue una de sus profesoras, Lyudmila Resnyanskaya, la que la animó a ser periodista política.
En 2012 comenzó a trabajar como corresponsal en el departamento de política del periódico Kommersant. Cinco años después, en 2017 se convirtió en corresponsal especial de la publicación digital Meduza, donde escribió y editó sobre temas tanto políticos y como no políticos hasta 2019.
En 2019, lanzó su propia revista en línea, Holod Media. Su primer reportaje de gran impacto fue una investigación de tres meses sobre un asesino en serie y violador que logró eludir la captura. Dmitry Lebed, un taxista de Abakán, en la remota región de Jakasia, fue arrestado en varias ocasiones, pero posteriormente liberado, lo que le permitió continuar con sus crímenes. Las supervivientes de sus ataques fueron ignoradas por la policía y se les negó justicia, impidiéndoles señalarlo como responsable. La historia, titulada Camino a Askiz, se publicó en agosto de 2019 y obtuvo el primer premio Holod de Redkollegia. Poco después, Safronov reunió a un equipo de periodistas para la revista.
Los funcionarios rusos que investigaban a Ivan Safronov registraron su casa en julio de 2020 y fue arrestado al momento por ser sospechoso de traición. El mismo día, también arrestaron a Bekbulatova. Pavel Chikov, con quien ella se puso en contacto cuando llegaron los funcionarios, dijo que se la llevaron para interrogarla y que a su abogado, Nikolai Vasilyev, no se le permitió estar presente. A finales de 2021, el Ministerio de Justicia de Rusia la etiquetó como agente extranjera y se mudó a Tbilisi.
La revista que dirigía publicó noticias sobre la invasión rusa de Ucrania. En 2022, el estado ruso aprobó nuevas leyes que ilegalizaron la publicación de noticias "falsas", incluyendo como noticias falsas todas aquellas que no seguían el relato oficial del estado. Los periodistas se enfrentarían a penas de prisión de hasta quince años por infringir estas leyes. El Comité para la Protección de los Periodistas afirmó que los periodistas estaban emigrando "en masa" para evitar la nueva censura. Bekbulatova calculó que 150 personas se habían ido y que alrededor de doce de sus empleados ya habían abandonado el país. Según ella, estaba rompiendo el contacto con los periodistas que decidieron quedarse en Rusia para garantizar su seguridad.

## Reconocimientos
En 2022, la BBC la incluyó junto a otras dos mujeres rusas en su lista 100 mujeres. Bekbulatova fue incluida por fundar Holod, un medio independiente que ha informado sobre la guerra en Ucrania, la desigualdad, la violencia y los derechos de las mujeres, pese a la censura en Rusia.Se le cita diciendo: "...Y los derechos de las mujeres suelen ser los primeros en desaparecer".